# Vlado Janevski
Pour les articles homonymes, voir Janevski.
Vlado Janevski (macédonien : Владо Јаневски) est un chanteur macédonien, né à Skopje le 27 novembre 1960
Il est le premier à représenter la Macédoine du Nord au Concours Eurovision de la chanson en 1998 avec la chanson Ne zori, zoro, il termine 19e.

## Discographie

### Albums
- Parče Duša (1993)
- Se Najdobro (1996)
- Daleku E Neboto (1996)
- Ima Nešto Posilno Od Se (2002)
- Vakov Ili Takov (2004)
- Povtorno Se Zaljubuvam Vo Tebe (2006)

### Singles
- 1998 : Ne Zori, Zoro
- 2001 : Nekogas i Negde
- 2002 : Evergrin
- 2002 : Srce Preku Neboto
- 2003 : Ako Ne Te Sakam
- 2006 : Povtorno Se Zaljubuvam Vo Tebe